# Janusze
Janusze (biał. Янушы) – wieś na Białorusi, w rejonie kamienieckim obwodu brzeskiego. Miejscowość wchodzi w skład sielsowietu Dmitrowicze.
Janusze leżą 17 km na północny zachód od Kamieńca, 50 km na północ od Brześcia, 25 km na północny wschód od stacji kolejowej Wysoka-Litowsk, na linii Brześć-Białystok. Przy wschodniej granicy wsi przebiega droga republikańska R98.